# Kuge

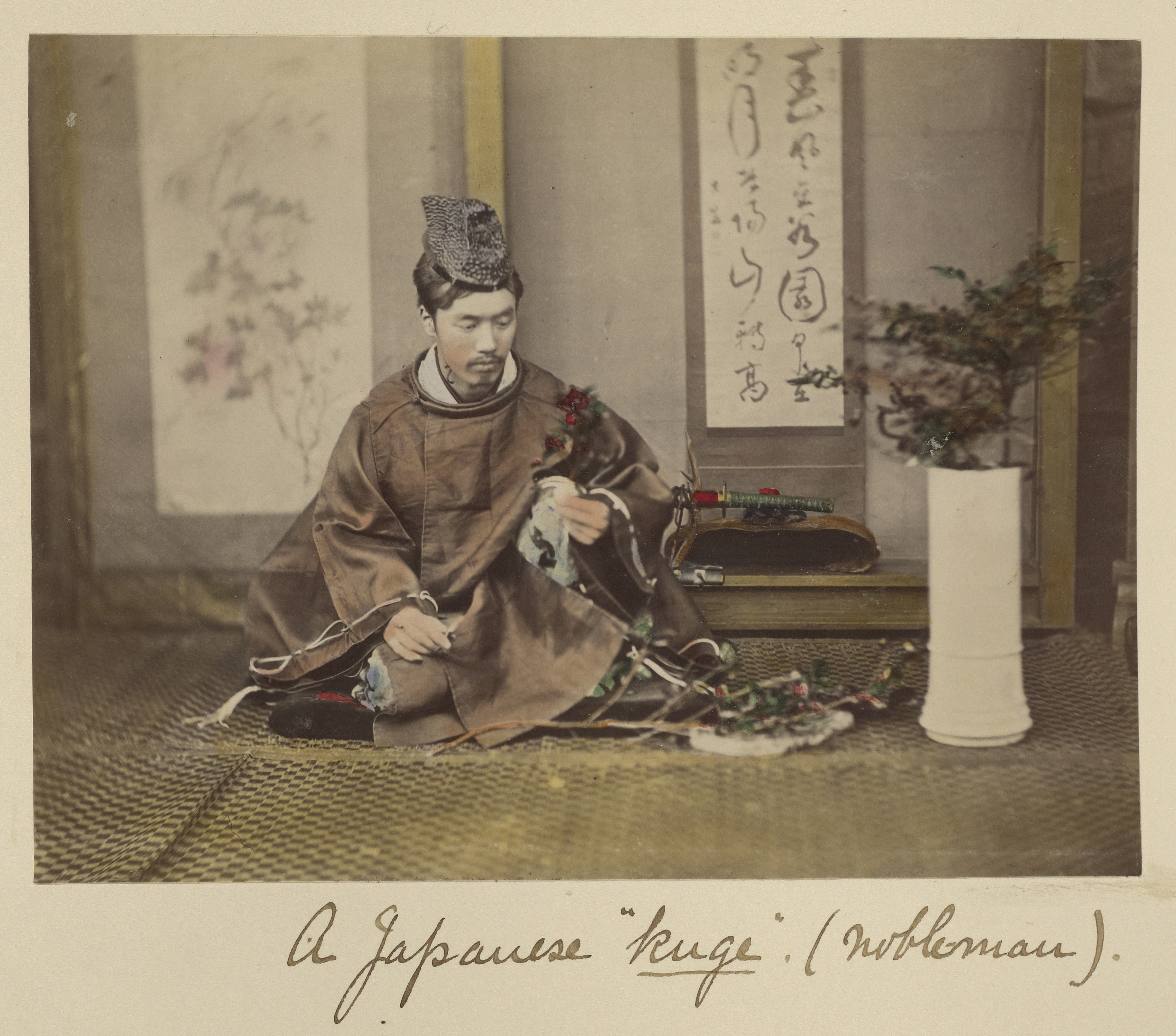
Kuge Nhật Bản (người cao quý)

Kuge (公家 (công gia)) là một tầng lớp quý tộc Nhật Bản có vai trò nắm giữ các chức vị trong triều đình Nhật Bản ở Kyoto. Kuge trở nên quan trọng khi Kyoto được đặt là thủ đô trong thời kỳ Heian vào cuối thế kỷ thứ 8, cho đến khi Mạc phủ Kamakura nổi lên vào thế kỷ 12, thời điểm mà họ bị che khuất bởi tầng lớp bushi. Kuge vẫn duy trì một triều đình yếu ớt xung quanh Thiên hoàng cho tới Minh Trị Duy tân, khi sáp nhập với các daimyo, lấy lại một vài quyền lợi cho giai cấp, và cấu thành nên kazoku (tầng lớp quý tộc mới giống với peerage ở phương Tây), kéo dài cho đến ngay sau Chiến tranh thế giới thứ hai (1945), khi hệ thống quý tộc Nhật Bản bị bãi bỏ. Mặc dù không còn quyền hạn chính thức, các thành viên của các gia đình kuge vẫn có ảnh hưởng trong xã hội, chính phủ và ngành công nghiệp Nhật Bản.

## Lịch sử
Kuge (từ tiếng Trung Trung cổ kuwng-kæ 公家, nghĩa đen "hoàng gia") ban đầu dùng để mô tả Thiên hoàng và triều đình của ông. Nghĩa của từ này thay đổi theo thời gian để chỉ các triều thần. Trong thời kỳ Heian, sự hòa hảo và ổn định trong các mối quan hệ mang lại tự do cho tầng lớp quý tộc trong việc theo đuổi niềm yêu thích nghệ thuật, và kuge trở thành những người lãnh đạo và nhà hảo tâm cho các bộ môn nghệ thuật và văn hóa ở Nhật Bản. Hầu hết các Kuge cư trú tại thủ đô Kyoto.
Sau đó, trong thời kỳ Kamakura (1185-1333), kuge bắt đầu mang nét nghĩa đối lập với buke (武家 (võ gia)) (gia đình chiến binh), những người là samurai, mà đã thề trung thành với Mạc phủ. Ở thời điểm này, kuge bắt đầu được dùng để mô tả những người làm trong triều đình; cả người ở đẳng cấp cao thuộc dòng dõi quý tộc và thường dân.
Hai tầng lớp cấu thành nên kuge: quý tộc hoặc dōjō (堂上 (đường thượng)), những người được ngồi cùng trong điện với Thiên hoàng; và jige (地下 (địa hạ)), những người không được phép ngồi cùng Thiên hoàng. Mặc dù kuge bao gồm hai tầng lớp đó, nghĩa chính của từ này vẫn là để chỉ dōjō, các quý tộc.
Các quan có cấp bậc cao nhất trong triều đình được gọi là kugyō (公卿 (công khanh)), và quyền ứng cử bị giới hạn cho các thành viên tầng lớp dōjō của kuge. Trong thời kỳ Edo, có khoảng 130 gia đình dōjō của kuge. Các thành viên nổi bật nhất của kuge đã trở thành các nhiếp chính cho Thiên hoàng (sesshō hoặc kampaku). Chức vụ daijō-kan bị hạn chế cho các thành viên của Gia tộc Fujiwara.
Mặc dù mất hết quyền lực chính trị, họ vẫn duy trì văn hóa triều đình và duy trì một ảnh hưởng về mặt văn hóa. Đặc biệt, sau giai đoạn Sengoku, kuge mất hầu hết nền tảng tài chính và không còn ở vị thế người bảo trợ về mặt văn hóa, nhưng họ vẫn có nền tảng kiến thức bậc thầy về những lĩnh vực cụ thể như viết waka và chơi nhạc cụ như đàn biwa, và họ có những học trò xuất thân từ daimyo và thỉnh thoảng là các thường dân giàu có. Là bậc thầy của một lĩnh vực nhất định, kuge cấp cho các môn đệ nhiều chứng nhận đảm bảo rằng học trò đó đã học tập một lĩnh vực nhất định, và cho phép họ biểu diễn trước công chúng, hoặc thỉnh thoảng là dạy lại những người khác. Các môn đệ được đoán là sẽ trả cho sư phụ của họ một khoản phí cho mỗi lần cấp chứng nhận. Trong thời kỳ Edo, đây là một nguồn thu nhập quan trọng cho kuge.
Năm 1869, trong Minh Trị Duy tân, kuge được sáp nhập với daimyo để tạo thành một nhóm quý tộc đơn nhất, các kazoku (華族 (hoa tộc)).
Những người có liên quan đến kuge bao gồm các tăng nhân Phật giáo, người bảo trợ văn hóa ở Kyoto, geisha và diễn viên.

## Phân loại
Trong thế kỷ 12, những sự khác biệt theo lệ được đặt ra giữa các dōjō, phân tách kuge thành các nhóm theo các chức vụ ở triều đình. Những phân loại này xác định chức vụ cao nhất mà họ có thể được chỉ định. Các phân nhóm là:
- Sekke (摂家 (nhiếp gia)?): có thể được bổ nhiệm làm sesshō và kampaku: Đây là tầng lớp cao nhất của kuge. Chỉ có năm gia đình thuộc tầng lớp này, tất cả đều là hậu duệ của Fujiwara no Michinaga.
- Seigake (清華家 (thanh hoa gia)?): có thể được bổ nhiệm làm daijin (đại thần), bao gồm daijō-daijin (Thái Chính Đại thần), người đứng đầu bốn đại thần trong triều đình. Họ là hậu duệ của Gia tộc Fujiwara hoặc Gia tộc Minamoto, những hậu duệ của Thiên hoàng.
- Daijinke (大臣家 (đại thân gia)?): có thể được bổ nhiệm làm naidaijin, nếu chức vụ này bỏ trống. Trong thực tế, chức vụ cao nhất mà thông thường họ đạt được là dainagon.
- Urinke (羽林家 (vũ lâm gia)?): là một tầng lớp quân sự; họ có thể được bổ nhiệm làm dainagon hoặc hiếm hoi được làm naidaijin.
- Meika (名家 (danh gia) cũng được phát âm là "Meike"?): là một tầng lớp thường dân; họ có thể được bổ nhiệm làm dainagon.
- Hanke (半家 (bán gia)?): là tầng lớp thấp nhất trong các dōjō, được tạo ra vào cuối thời kỳ Sengoku. Họ chỉ có thể được bổ nhiệm các vị trí thấp hơn sangi hoặc chūnagon.
- Jigeke (地下家 (địa hạ gia)?): Tầng lớp này không phải là một phần của tất cả các tầng lớp bên trên. Quyền lợi của họ thấp hơn của Hanke và họ có thể không ở tại các địa điểm quan trọng trong kinh thành. Họ tới từ các ngành nghề kinh doanh khác trong kinh thành như các nhà hàng hay dịch vụ vệ sinh. Giống như các tầng lớp Kuge khác, vị trí và thứ bậc của họ trong triều đình được thừa hường qua các đời.

Hầu hết các kuge thuộc tầng lớp cao nhất đều đến từ Gia tộc Fujiwara và Gia tộc Minamoto, nhưng vẫn còn có những gia tộc khác như Gia tộc Sugawara, Gia tộc Kiyohara và Gia tộc Ōe.